# ツォルア
ツォルア（ヘブライ語: צָרְעָה, 英語: Zorah）は、旧約聖書に登場するユダ族の相続地の低地に属する町である。しかし、士師時代にダン族の相続地ともなったが、最終的にはユダ王国に属する町になる。
ダン族は低地を占領しようとした時に、先住民族の勢力に妨げられて山地に留まっていた。しかし、士師時代にツォルアとエシュタオルに定着する。
ツォルアはサムソンの父の出身地であり、サムソンは死後ツォルアの近くに埋葬された。
南ユダ王国初代王レハブアムはエジプト王シシャク軍の攻撃の前に、ツォルアの防備を強化したが、エルサレムを含むユダ王国の町々はエジプト軍に攻略された。バビロン捕囚後はユダ族の居住地になった。
ツォルアは今日の、ツァルアー（Tzor'ah）と同定される。